# Los Arcos
Los Arcos è un comune spagnolo di 1 277 abitanti situato nella comunità autonoma della Navarra. Il suo nome in basco è Urantzia.

## Monumenti e luoghi d'interesse
- Chiesa di Santa Maria
- Calle Mayor, con molti edifici d'epoca
- Porta de Castilla

## Cammino di Santiago di Compostela
Il paese è sempre stato una tappa importante nel percorso del "Camino Francés", situata nel tratto tra Estella e Torres del Río.

## Amministrazione

### Gemellaggi
- Maurs